# Axis Bank
Die Axis Bank ist eine indische Bank, die ein breites Sortiment an Finanzprodukten anbietet. Die Bank hat ihren Hauptsitz in Mumbai (Maharashtra). Sie verfügt über 4.050 Filialen, 11.801 Geldautomaten und 4.917 Geldrecycler, die zum 31. März 2019 im ganzen Land verteilt waren, sowie über neun internationale Niederlassungen. Die Bank beschäftigt über 59.600 Mitarbeiter und hatte eine Marktkapitalisierung von ca. 29 Mrd. US-Dollar (2018). Sie ist Teil der Forbes Global 2000. Als Haupttätigkeitsfeld verkauft die Bank Finanzdienstleistungen an Groß-, Klein-, mittelständische sowie Einzelhandelsunternehmen.
Die Aktie der Axis Bank ist an dem Bombay Stock Exchange und dem National Stock Exchange of India notiert.

## Geschichte
Die Bank wurde im Dezember 1993 als UTI Bank mit registriertem Sitz in Ahmedabad und Firmensitz in Mumbai gegründet. Die UTI Bank nahm ihre Geschäftstätigkeit 1993 auf, nachdem die indische Regierung die Gründung neuer Privatbanken zugelassen hatte. Die Bank wurde 1993 gemeinsam von der Unit Trust of India (UTI-I), der  Life Insurance Corporation of India (LIC), der General Insurance Corporation, der National Insurance Company, der New India Assurance Company, der Oriental Insurance und der United India Insurance Company gegründet. Die erste Filiale wurde am 2. April 1994 in Ahmedabad vom damaligen indischen Finanzminister Manmohan Singh eingeweiht.
Die UTI Bank eröffnete 2006 ihre erste Auslandsniederlassung in Singapur.
Am 30. Juli 2007 änderte die Bank ihren Namen von UTI Bank in Axis Bank.
Im Jahr 2009 wurde Shikha Sharma zur Geschäftsführerin und CEO der Axis Bank ernannt.
Im Jahr 2013 startete die Tochtergesellschaft der Axis Bank, Axis Bank UK, ihre Bankgeschäfte.
Die indische Regierung beabsichtigt, im Februar 2014 einen 20,7%igen Anteil an der Axis Bank für 57 Milliarden Rupien zu verkaufen, was 925 Millionen US-Dollar entspricht.
Am 1. Januar 2019 übernahm Amitabh Chaudhry das Amt des Geschäftsführers (MD) und CEO.
Im Jahr 2021 hat die Bank ihren Anteil an der Yes Bank von 2,39 Prozent auf 1,96 Prozent reduziert.

## Operationen

### Indisches Geschäft
Zum 31. März 2023 verfügte die Bank über ein Netzwerk von 4.903 Zweigstellen und Erweiterungsschaltern sowie 15.953 Geldautomaten und Geldrecycler.
Die Axis Bank verfügt über das größte Geldautomatennetzwerk unter den Privatbanken in Indien. Sie betreibt sogar einen Geldautomaten an einem der höchsten Standorte der Welt in Thegu, Sikkim, auf einer Höhe von 4.023 Metern (13.200 Fuß) über dem Meeresspiegel.

### Internationales Geschäft
Die Bank verfügt über neun internationale Büros mit Filialen in Singapur, Hongkong, Dubai (im DIFC), Shanghai, Colombo sowie Vertretungsbüros in Dhaka, Dubai, Sharjah und Abu Dhabi, die sich auf Unternehmenskredite, Handelsfinanzierung, Syndizierung, Investmentbanking und Haftungsgeschäfte konzentrieren. Zusätzlich dazu hat die Bank eine Präsenz im Vereinigten Königreich mit ihrer hundertprozentigen Tochtergesellschaft Axis Bank UK Limited.

## Börsennotierung und Beteiligungsstruktur
Die Aktien von Axis Bank sind an der Bombay Stock Exchange (BSE) und der National Stock Exchange of India (NSE) gelistet.  Die globalen Hinterlegungsscheine (GDRs) des Unternehmens sind an der London Stock Exchange notiert. Die von der Bank im Rahmen des MTN-Programms ausgegebenen Anleihen sind an der Singapore Stock Exchange gelistet.

## Akquisitionen
- 2017: Axis Bank erwarb 2017 Freecharge, einen digitalen Marktplatz für Finanzdienstleistungen, für etwa ₹385 Crore.[18]

- 2023: Im März 2023 schloss Axis Bank die Übernahme des indischen Tochterunternehmens Citibank India von Citigroup im Verbraucherbereich für einen Barbetrag von ₹12.325 Crore (1,5 Milliarden US-Dollar) ab, die ursprünglich im März 2022 angekündigt wurde und somit fast ein Jahr dauerte.[19]

## Auszeichnungen

### 2010
- Bestes Schuldenhaus in Indien – Euromoney[20]
- Gesamtsieger & Konsistenter Performer – (Kategorie Großbanken) – Business Today Best Bank Awards 2010[21]

### 2011
- Bank des Jahres – Indien – The Banker Awards 2011[22]

### 2012
- Bank des Jahres – Money Today FPCIL Awards 2012–13[23]
- Beste Privatbank – CNBC-TV18 India's Best Bank and Financial Institution Awards 2012[24]